# Europska serija dvobojskog jedrenja u Hrvatskoj
European Match Race Tour (EMRT) je, nakon prelaska Svjetske serije dvobojskog jedrenja na katamarane, najjače natjecanje u dvobojskom jedrenju za jednotrupce.

## Izdanja i pobjednici
EMRT je pokrenut 2017. godine. Nastao je kao zamjena za Svjetsku seriju dvobojskog jedrenja koja je s jednotrupaca prešla na skuplje katamarane, kako bi se većem krugu jedriličara omogućilo natjecanje u dvobojskom jedrenju na višoj razini.
Grand Final regata je posljednja regata u kalendaru natjecanja serije, na koju se kvalificira rezultatima na prethodnim regatama i na raspolaganju je duplo više bodova nego na ostalim regatama u seriji.
| ISAF rang regate 2017.-... Grade ?? | Lokacije 2017.-... Šibenik |

Legenda:
██ ukupni pobjednik serije te sezone
██ Grand Final
* u zagradi je broj ženskih kormilara (0 ako nisu sudjelovale) od ukupnog broja
* ;broj - označava broj potpuno ženskih posada od ukupnog broja posada, ako su sudjelovale
| Broj * posada | Izdanje | Izdanje | Klase jedrilica    | Kormilar pobjedničke posade | Kormilar posade finalista | Kormilari posada polufinalista      | Ref   |
| ------------- | ------- | ------- | ------------------ | --------------------------- | ------------------------- | ----------------------------------- | ----- |
| ()            | 2021.   | 2021.   |                    | Nepoznata kratica »«        | Nepoznata kratica »«      |                                     |       |
| ()            | 2020.   | 2020.   |                    | Nepoznata kratica »«        | Nepoznata kratica »«      |                                     |       |
| 8 ()          | 2019.   | 2       |                    | Eric Monnin                 | Maxime Mesnil             | Emil Kjaer, Dejan Presen            |       |
| 7 ()          | 2019.   | 1       | Platu 25 i/ili J70 | Tonko Rameša                | Emil Kjaer                | Marko Smolić, Bojan Rajar           |       |
| 7 ()          | 2018.   | 2018.   |                    | Dejan Presen                | Jure Jerković             | Teo Piasevoli, Marko Smolić         |       |
| 10 ()         | 2017.   | 2017.   |                    | Simon Bertheau              | Dejan Presen              | Vladimir Lipavsky, Christian Binder | [ 1 ] |

## Vanjske poveznice
- EMRT  Arhivirana inačica izvorne stranice od 13. kolovoza 2019. (Wayback Machine)
- EMRT